# Жажда смерти 3
«Жажда смерти 3» — кинофильм, продолжение киносаги о мстителе Поле Керси.

## Сюжет
Пол Керси возвращается в Нью-Йорк в гости к своему однополчанину Чарли, однако застаёт того при смерти — банда молодых хулиганов ворвалась в его квартиру и жестоко расправилась с ним, когда он попытался оказать сопротивление. Прибывшие полицейские берут Керси под арест, в результате чего в камере заключения он сталкивается с одним из вожаков местных банд Фрекером. Пола узнаёт комиссар Ричард Шрайкер, который освобождает бывшего вигиланта, надеясь, что тот поможет справиться с уличной преступностью. Поселившись в квартире убитого, Пол вступает в противостояние с бандой Фрекера.
Расправившись с несколькими бандитами, Керси становится героем квартала. Однако Фрекер этим совершенно недоволен. Его люди захватывают и насилуют жену Родригеса, друга Пола. В больнице женщина умирает. Тогда Керси демонстративно убивает Джиглера, человека Фрекера. Жители квартала, на глазах которых происходит расправа над бандитом, дают полиции ложное описание убийцы. Тогда Фрекер решает сам заняться Полом. Он заманивает Керси в ловушку, но тот уничтожает посланного к нему убийцу.
Тогда Фрекер начинает мстить жителям квартала, в том числе взрывает мастерскую Беннета, а его самого бандиты избивают. В ответ на бесчинства хулиганов Керси достаёт пулемёт и открывает огонь. На помощь Фрекеру приходят байкеры, и улицы превращаются в арену кровавых побоищ. К Полу, несмотря на слабое владение оружием, присоединяются жители квартала, которые зачастую действуют эффективнее, чем полиция. Впрочем, сам Шрайкер присоединяется к отстрелу бандитов. В конце концов, им вдвоём удаётся убрать Фрекера. После того, как панки уходят из квартала, его покидает и Керси.

## В ролях
- Чарльз Бронсон — Пол Керси
- Дебора Раффин — Кэтрин Дэвис
- Эд Лотер — Ричард Шрайкер
- Мартин Болсам — Беннет
- Гэвэн О`Херлихи — Мэнни Фрекер
- Кирк Тейлор — Джиглер
- Алекс Уинтер — Эрмоса
- Тони Спиридакис — Анхель
- Рикко Росс — Кубинец
- Тони Бриттс — Тулио
- Дэвид Крин — Эктор
- Нельсон Фернандес — Чако
- Алан Кук — первый панк на машине
- Боб Дусингер — второй панк на машине
- Топо Грахеда — Гарсия
- Барби Вильде — панкуша
- Рон Хэйес — лейтенант
- Джерри Филлипс — панк с улицы
- Джозеф Гонсалес — Родригес
- Марина Сиртис — Мария Родригес
- Френсис Дрэйк — Чарли

## Съёмочная группа
- Режиссёр: Майкл Уиннер
- Продюсер: Йорам Глобус, Менахем Голан
- Сценарист: Брайан Гарфилд, Дон Джекоби
- Композитор: Джимми Пейдж
- Оператор: Джон Стэнир